# Reußisches Waldtheater Heldendank

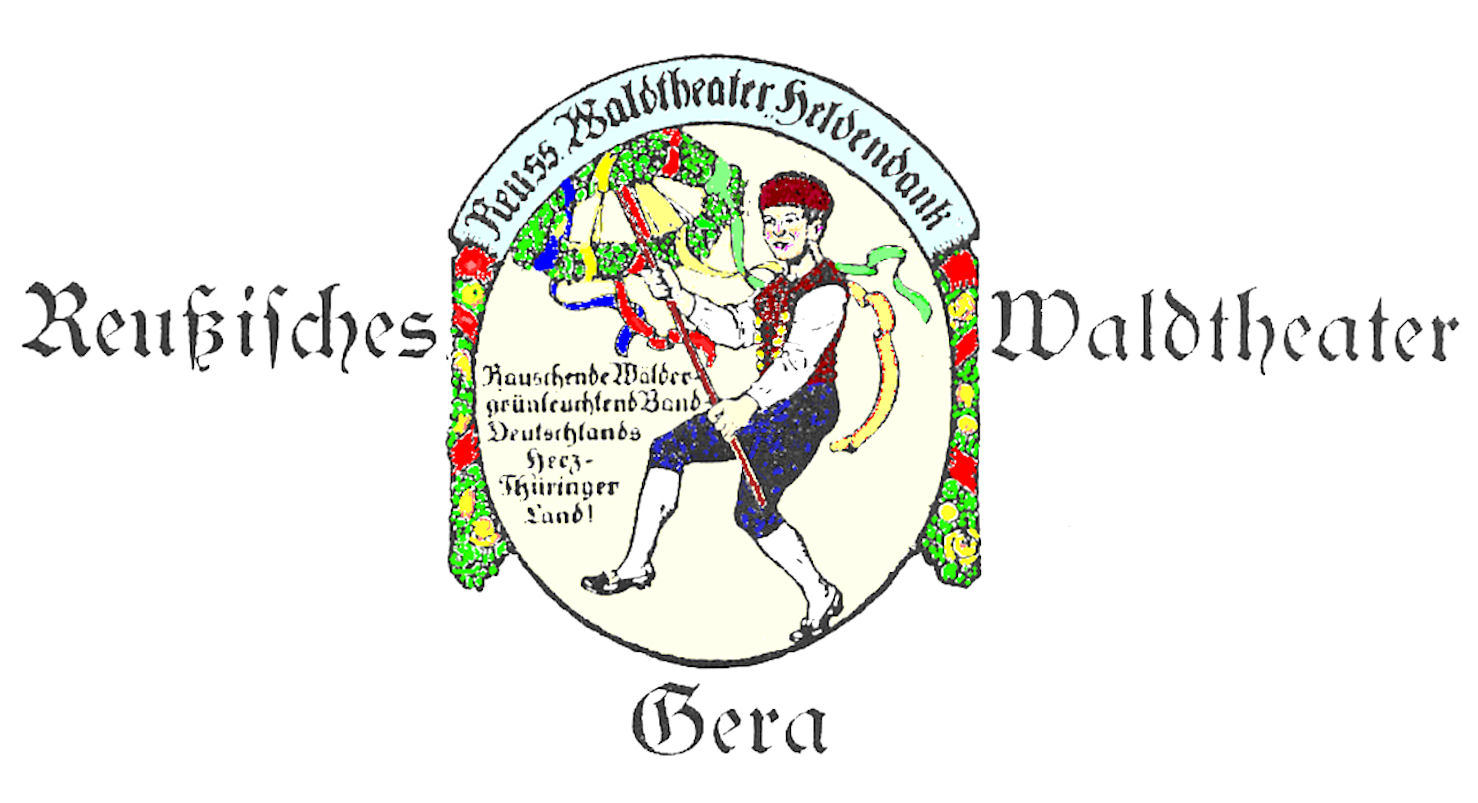
Das Logo des Reußischen Waldtheaters „Heldendank“

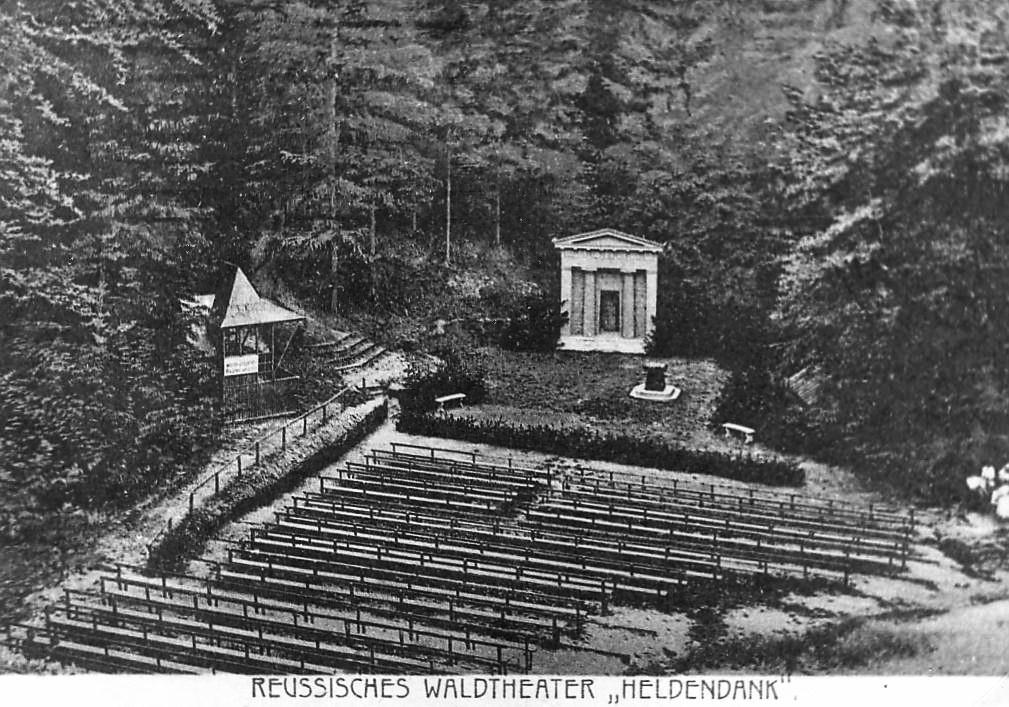
Reußisches Waldtheater „Heldendank“

Das Reußische Waldtheater „Heldendank“ war ein Freilichttheater in Gera. Es befand sich im Rothens-Gußgraben oberhalb der Straße von Untermhaus nach Milbitz.

## Geschichte
Die Gründung des Reußischen Waldtheaters „Heldendank“ geht zurück auf die Initiative von Oberpostschaffner Karl Weise. In seiner Nebentätigkeit als Heimatdichter, Schauspieler, Regisseur und Organisator eines volkstümlichen Laienschauspielkunstvereins entwickelte er die Idee eines mittels Spenden finanzierten Freilichttheaters. Als reines Wohlfahrtsunternehmen sollten seine Erträge ausschließlich den Kriegsblinden sowie bedürftigen Kriegshinterbliebenen und Kriegswaisen des Ersten Weltkrieges zugutekommen.

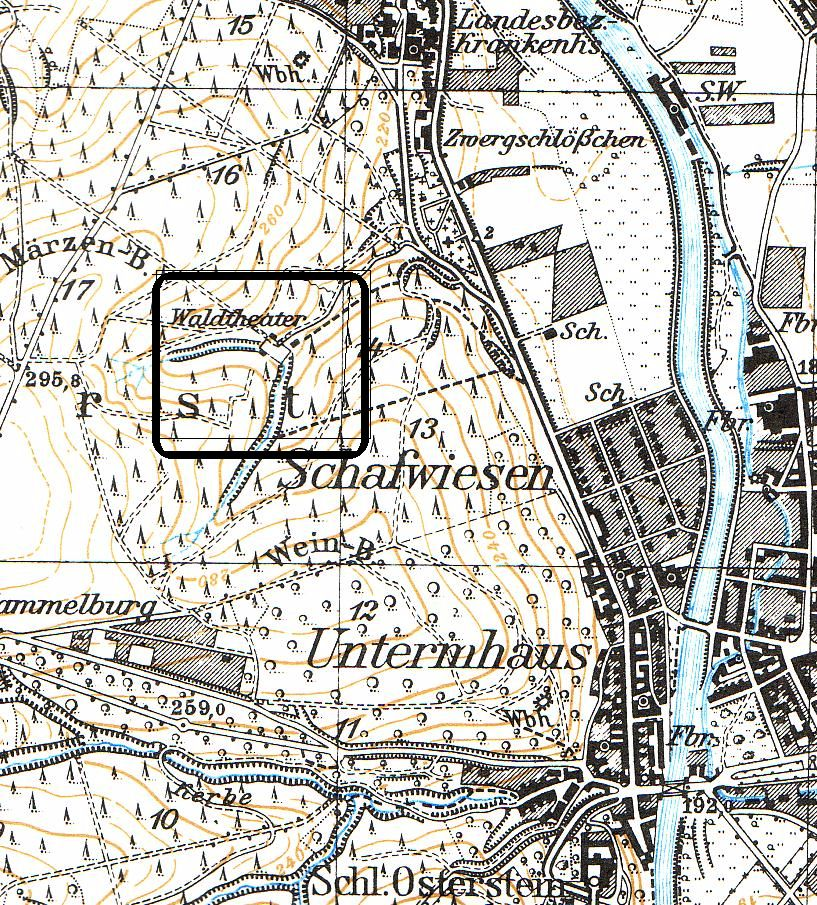
Standort des Waldtheaters

Nach einer Audienz bei Heinrich XXVII. (Reuß jüngere Linie) im November 1917, der Gründung eines Vereins und ersten baulichen Entwürfen im März 1918 erhielt Karl Weise im Mai 1918 schließlich die fürstliche Genehmigung zur Sammlung „freiwilliger Beiträge“ im Rahmen seines Waldtheaterprojektes.
„Wir bestätigen hierdurch gern, dass seine Durchlaucht sich für die Verwirklichung dieses Planes lebhaft interessiert und die Ausführung desselben durch Zurverfügungstellung des Waldgeländes etc. unterstützt hat. Da die Erträgnisse des Unternehmens den reußischen Kriegsinvaliden, hauptsächlich den Kriegsblinden zugute kommen sollen, so möchten wir auch unsererseits den Plan der Allgemeinheit zur warmherzigsten Förderung ans Herz legen. Gera – Schloß Osterstein, den 28. Mai 1928, Fürstliches Hofmarschallamt gez. Freiherr von der Hayden-Rynsch Oberhofmarschall.“
Am 25. August 1918 fand nach kurzer Bauzeit die feierliche Eröffnung des Reußischen Waldtheaters „Heldendank“ statt. Zur Premiere und an zwei weiteren Sonntagen gestalteten 150 Mitwirkende das Vorspiel Waldfriede von Hofschauspieler Max Thomas und das Heimatspiel Der Bruderkrieg von Karl Weise. Der Reingewinn der ersten Spielzeit lag bei 1600 Reichsmark und bestärkte den Verein zur Weiterführung des Waldtheaters.

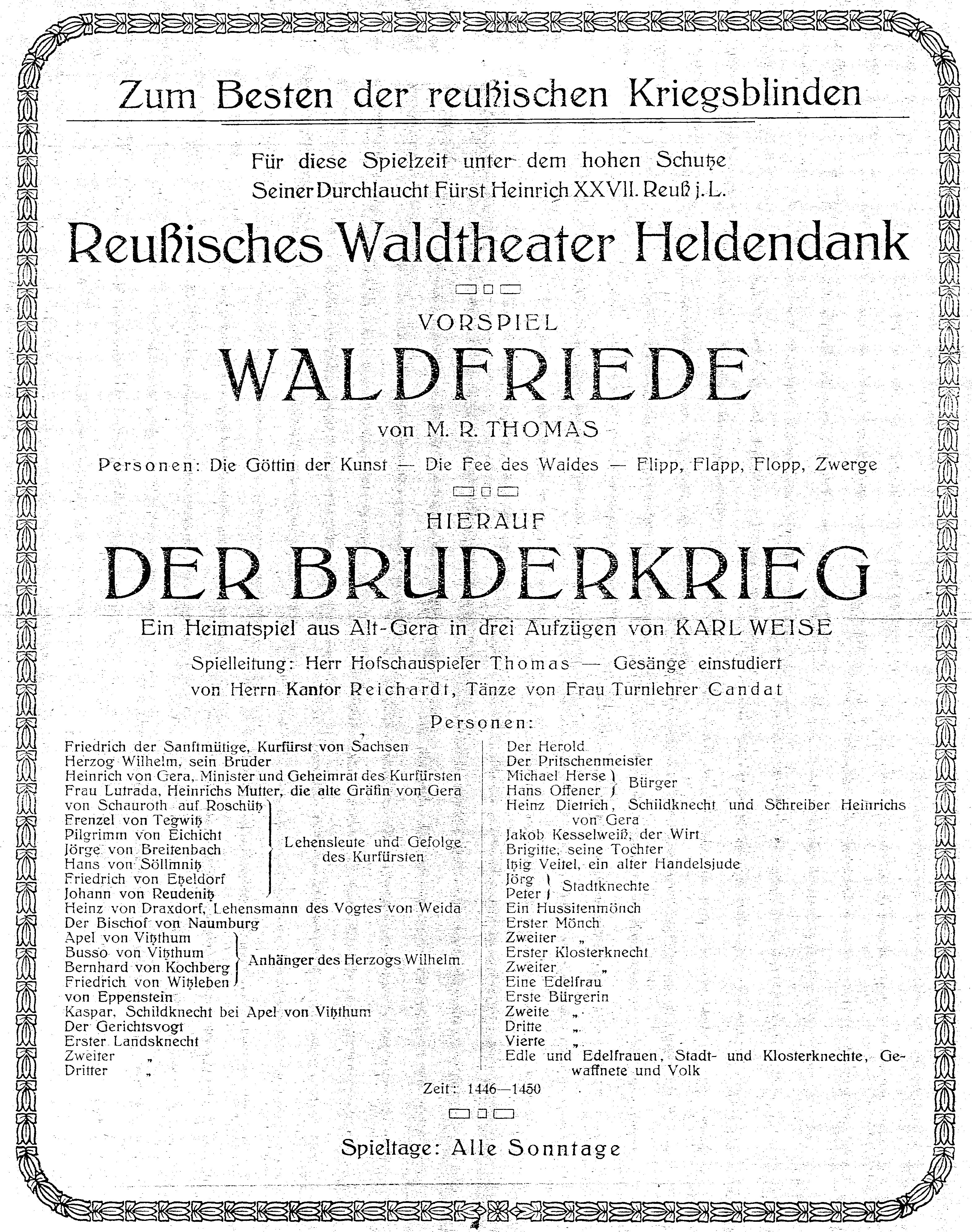
Programmzettel der ersten Spielzeit 1918

Nach erteilter Genehmigung kamen in den folgenden Jahren so u. a. Iphigenie auf Tauris und Die Laune des Verliebten von Johann Wolfgang von Goethe, Bastien und Bastienne von Wolfgang Amadeus Mozart, Der Pfarrer von Kirchfeld von Ludwig Anzengruber, Preciosa von Pius Alexander Wolff, Hänsel und Gretel, Ein Sommernachtstraum und Was ihr wollt von William Shakespeare,  Amphitryon von Heinrich von Kleist und Der keusche Lebemann von Arnold und Bach zur Aufführung. Darsteller waren sowohl Schauspieler des Reußischen Hoftheaters, Laiendarsteller des Waldtheaterensembles und zahlreiche Statisten. Künstlerischer Leiter war bis 1924 der Hofschauspieler Max Thomas. Über den Spielbetrieb hinaus nutzten Vereine und Gesellschaften das Waldtheater für ihre Veranstaltungen.

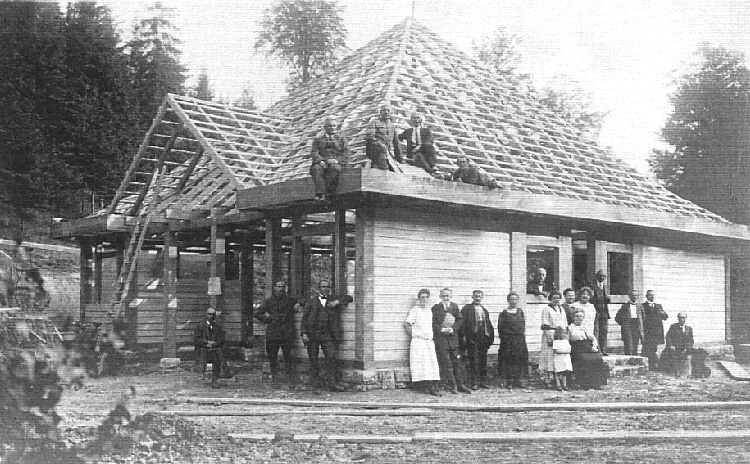
Richtfest des neuen Eingangsgebäudes

1925 erfolgte eine Renovierung der Anlage, der Neubau von Sitzgelegenheiten für 800 Zuschauer und die Errichtung eines repräsentativen Eingangs- und Kassengebäudes.
Doch der Spielbetrieb des renovierten Waldtheaters währte nur kurz. Mit dem Tod von Heinrich XXVII. (Reuß jüngere Linie) am 21. November 1928 und von Karl Weise am 4. November 1929 verlor das Reußische Waldtheater innerhalb eines Jahres sowohl seinen treuesten Mäzen als auch seinen wichtigsten Organisator. „Verregnete Sommer, ungünstiges Wetter und kalte Tage“ sowie ein schwindendes Besucherinteresse ließen die Erträge in den kommenden Jahren auf jährlich 25 bis 75 Reichsmark schrumpfen. Offene Rechnungen brachten den Verein zusätzlich in finanzielle Schwierigkeiten und veranlassten 1933 seinen 1. Vorsitzenden Albin Hofmann, das Gelände mit den Bauten des Waldtheaters wieder an die Reußische Vermögensverwaltung zurückzugeben. Somit endete die Geschichte des Reußischen Waldtheaters „Heldendank“.
Nach dem Zweiten Weltkrieg wurde das Gebiet des ehemaligen Waldtheaters für die Militärausbildung der Sowjetischen Armee gesperrt. Ab Mitte der 1980er Jahre erfolgte die Nutzung als Schießplatz der Deutschen Volkspolizei. Nach dessen Schließung blieb das Gelände weitgehend ungenutzt. Am 25. August 2018 organisierten zwei Weidaer Schulen und das Jugendwaldheim Gera-Ernsee eine Feier anlässlich des 100. Jubiläums des ersten Spieltages des Reußischen Waldtheaters „Heldendank“.